# تشارلي لوك
تشارلي لوك (بالإنجليزية: Charlie Luke)‏ (16 مارس 1909 في المملكة المتحدة - 16 أكتوبر 1983 في المملكة المتحدة) هو لاعب كرة قدم بريطاني (وحمل سابقاً جنسية المملكة المتحدة لبريطانيا العظمى وأيرلندا) في مركز الهجوم. لعب مع بلاكبيرن روفرز وشيفيلد وينزداي ونادي بورتسموث ونادي تشيسترفيلد وهدرسفيلد تاون وبيشوب أوكلاند ‏ وWhitstable Town F.C. ‏ وEsh Winning F.C. ‏ وتولو تاون ‏ ودارلينجتون إف سى.